# لينا روماي (مغنية)
لينا روماى (بالإنجليزية: Lina Romay)‏ (و. 1919 – 2010 م) هي مغنية، وعازفة جاز، وممثلة أفلام أمريكية، ولدت في بروكلين، توفيت في باسادينا، كاليفورنيا، عن عمر يناهز 91 عاماً، بسبب مرض.

## وصلات خارجية
- لينا روماى على موقع IMDb (الإنجليزية)
- لينا روماى على موقع ميوزك برينز (الإنجليزية)
- لينا روماى على موقع تيرنر كلاسيك موفيز (الإنجليزية)
- لينا روماى على موقع أول موفي (الإنجليزية)
- لينا روماى على موقع قاعدة بيانات برودواي على الإنترنت (الإنجليزية)
- لينا روماى على موقع قاعدة بيانات الأفلام السويدية (السويدية)
- لينا روماى على موقع إن إن دي بي (الإنجليزية)
- لينا روماى على موقع قاعدة بيانات الفيلم (الإنجليزية)